# Annemarieke van Rumpt
Annemarieke van Rumpt (Middelharnis, 29 april 1980) is een Nederlands roeister. Ze vertegenwoordigde Nederland tweemaal op de Olympische Spelen en op diverse internationale wedstrijden bij verschillende roeidisciplines.
Op de Olympische Spelen van 2004 in Athene behaalde zij op het onderdeel acht met stuurvrouw een bronzen medaille. Vier jaar later, op de Olympische Spelen van Peking behaalde zij met de vrouwenacht een zilveren medaille.
Ze woont in Amsterdam en is erelid van de Nijmeegse roeivereniging NSRV Phocas. 

## Titels
- Nederlands kampioene (Twee zonder stuurvrouw) - 2005, 2006
- Nederlands kampioene (Vier zonder stuurvrouw) - 2006
- Nederlands kampioene (Acht met stuurvrouw) - 2005, 2006

## Palmares

### Twee zonder stuurvrouw
- 2005: 9e Wereldbeker in Eton
- 2006: 6e Wereldbeker in Poznan
- 2006:  Wereldbeker in Luzern
- 2006: 5e WK in Eton

### Vier zonder stuurvrouw
- 2002:  WK onder 23 jaar in Genua
- 2003:  Wereldbeker in Luzern
- 2003:  WK in Milaan

### Dubbel twee
- 2004: 8e Wereldbeker in Poznan

### Acht met stuurvrouw
- 2004: 4e Wereldbeker in München
- 2004:  Wereldbeker in Luzern
- 2004:  Olympische Spelen van Athene
- 2005:  Wereldbeker in München
- 2005:  Wereldbeker in Luzern
- 2005:  WK in Gifu
- 2006: 4e Wereldbeker in München
- 2007:  Wereldbeker in Linz
- 2007:  Wereldbeker in Amsterdam
- 2007:  Wereldbeker in Luzern
- 2007: 7e WK in München
- 2008: 4e Wereldbeker in München
- 2008: 4e Wereldbeker in Luzern
- 2008:  Olympische Spelen van Peking